# Heubrunnenbach
Der Heubrunnenbach ist ein kleiner, knapp zwei Kilometer langer Bach innerhalb der Stadt Marktheidenfeld. Er fließt in insgesamt etwa südwestlicher Richtung durch das Stadtgebiet und ist ein rechter Zufluss des Erlenbachs.

## Geographie

### Verlauf

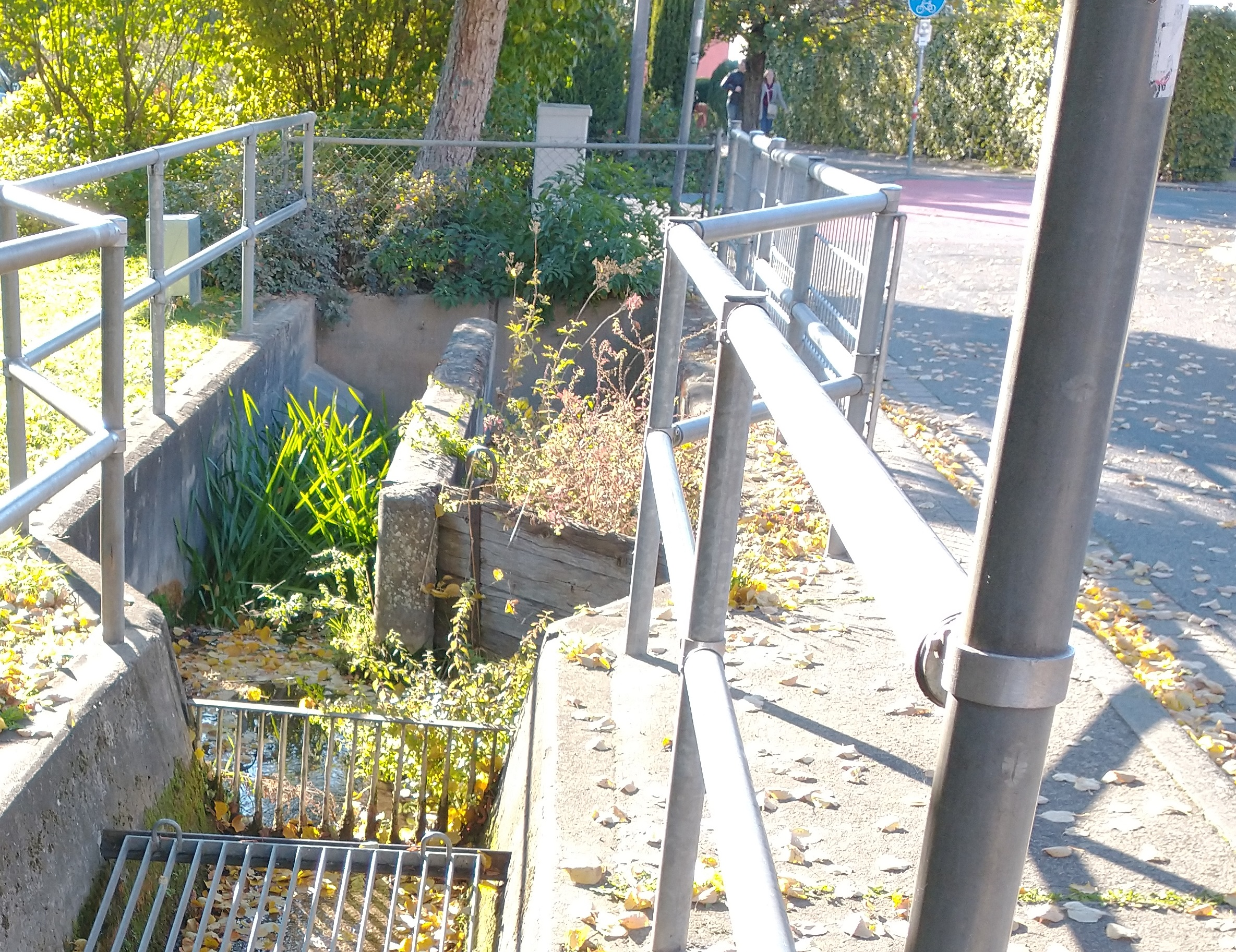
Die Mündung des Heubrunnenbachs in die Kanalisation

Der Heubrunnenbach entspringt auf einer Höhe von etwa 185 m ü. NHN nahe dem Schwimmbad Wonnemar, unmittelbar neben der Kneippanlage.
Er fließt in westlicher Richtung in das Stadtgebiet von Marktheidenfeld, zuerst durch einen Park, dann parallel zur Heubrunnenstraße, wo er in Höhe der Echterstraße in das Kanalsystem der Stadt einmündet (Lage), worin sein Wasser dann südwärts fließt und schließlich auf einer Höhe von ungefähr 150 m ü. NHN unterirdisch von rechts in den Erlenbach geleitet wird.
Der ungefähr 2 km lange Lauf des Heubrunnenbachs endet 35 Höhenmeter unterhalb seiner Quelle, er hat somit ein mittleres Sohlgefälle von etwa 18 ‰.
Nach der Uraufnahme von ca. 1850 mündete der Heubrunnenbach damals, nachdem er die Fahrgasse durchflossen hatte, etwa einen Viertelkilometer oberhalb des Erlenbachs (Lage) direkt in den Main.

### Einzugsgebiet
Das 1,17 km² große Einzugsgebiet des Heubrunnenbachs liegt im Marktheidenfeld-Wertheimer Maintal und wird über den Erlenbach, den Main und den Rhein zur Nordsee entwässert.
Es ist zum größten Teil besiedelt. Das oberirdische Einzugsgebiet der Quelle ist sehr klein. Vermutlich bezieht der Bach unterirdisch Wasser aus dem Istelgrund.
Die höchste Erhebung ist der Romberg mit einer Höhe von 262 m ü. NHN im Südosten des Einzugsgebiets.

## Örtliche Bezeichnung
Im örtlichen Dialekt wird der Heubrunnenbach vielfach als „die Bach“ bezeichnet.